# Хасмамедов, Халил-бек Гаджибаба оглы
Халил-бек Гаджибаба оглы Хасмамедов (азерб. Xəlil bəy Hacıbaba oğlu Xasməmmədov; 25 октября [6 ноября] 1873, Елизаветполь, Кавказское наместничество — 11 августа 1945, Стамбул) — азербайджанский политический и государственный деятель, дипломат. Депутат Государственной думы Российской империи. В 1917 году член ЦК партии «Мусават».

## Биография
Родился 25 октября (6 ноября) 1873 в городе Елисаветполь (ныне — Гянджа). 
Окончил Елисаветпольскую классическую гимназию, затем — юридический факультет Московского университета (1895). Работал в окружных судах Екатеринодара и Елисаветполя. Занимал должность товарища прокурора окружного суда.
Депутат II Государственной Думы от Елизаветпольской губернии. Министр внутренних дел АДР (26 декабря 1918 — 16 июня 1919). Министр юстиции Азербайджанской Демократической Республики. С апреля 1920 года — посол АДР в Османской империи.
Был ранен в Тифлисе 19 июня 1920 года при нападении армян Арама Ерканяна и Мисака Киракосяна (Операция «Немезис»). Киракосян в ходе акции также получил ранение. Бывший рядом с Хасмамедовым в этот момент Фатали хан Хойский был убит.
После падения АДР 28 апреля 1920 года, жил в эмиграции в Турции. Вошёл в центральный комитет созданного в 1924 году Азербайджанского национального центра. До начала 1930-х годов — один из руководителей партии «Мусават» и азербайджанской организации в движении «Прометей». В конце 1933 года стал председателем оппозиционной ячейки «Мусавата» в Стамбуле. В 1934—1939 годах примыкал к группе «Кавказ».
Умер 11 августа 1945 года от рака в Стамбуле. Похоронен на следующий день на исламском кладбище Ферикёй.

## Галерея
- Халил-бек Хасмамедов (сидит справа) c группой депутатов-мусульман Второй Государственной думы. Крайний слева — Хан-Хойский. 1907 год
- Халил-бек Хасмамедов (2-й справа) среди делегатов Трапезундской конференции в Трапезунде, 1918 год
- Халил-бек Хасмамедов (сидит 2-й справа) среди азербайджанских делегатов Константинопольской конференции в Стамбуле, 1918 год
- Халил-бек Хасмамедов (сидит 3-й слева) среди делегатов Первой Конференции представителей кавказских республик в Тифлисе, 1919 год. Первый ряд в центре — Е. Гегечкори
- Могила Халил бея Хасмамедова на кладбище Ферикёй